# Festuca porcutica
Festuca porcutica är en gräsart som beskrevs av Zapal. Festuca porcutica ingår i släktet svinglar, och familjen gräs. Inga underarter finns listade i Catalogue of Life.